# Hrvaški šolski muzej
Koordinati:   45°48′33″N, 15°58′14″E
Hrvaški šolski muzej (izvirno hrvaško Hrvatski školski muzej) je osrednji hrvaški muzej na področju šolstva. 